# جامعة وندسور
جامعة وندسور هي جامعة عامة في كندا، تأسست عام 1857. تقع في مدينة وندسور.

## وصلات خارجية
- الموقع الرسمي